# Стрељаштво на Летњим олимпијским играма 1936.
Стрељаштво се на Олимпијским играма 1936. у Берлину било је 8. пут на олимпијском програму. Такмичења су одржавана од 6. до 8. августа. У програм је поново уведено гађање из пиштоља са 50 метара.
Такмичило се у три дисциплине само у мушкој комкуренцији.
Најуспешнији су били Немци са 3 освојене медаље (1 златна и 2 сребрне), а најуспешнији појединац Швеђанин Торстен Улман са 2 медаље (1 златна и 1 бронзана).
Најстарији учесник такмичења у стрељаштву био је представник Белгије Paul Van Asbroeck са 62 госине и 99 дана, а најмлађи преставник Аргентине Гиљермо Кансијани са 17. година и 274 дана.
Првог дана Немац Ерих Кремпел поставио је нови олимпијски рекорд у дисциплини пиштољ слободног избора са 50 метара, али је другог дана ШвеђанинТорстен Улман поставио је нови светски рекорд. У истој дисциплини 33 стрелца завршили су такмичење са бољим резултатом него то је био олимпијски рекорд поставље на Олимпијским играма 1920. у Антверпену када је ова дисциплина била последњи била у програму игара.
Норвежан Вили Регеберг победио је у дисцилини гађања пушком са 50 метра из лежећег става са максималних 300 кругова и поставио нови олимпијски рекорд, а у истој дисциплини 12 срелаца завршило са бољим резултатом него што је био олимпијски рекорд постављен на претходним Играма.

## Земље учеснице
На турниру је учествовао 141 такмичар из 29 земаља.
1. Аргентина (5)
2. Аустрија (3)
3. Белгија (3)
4. Бразил (4)
5. Бугарска (1)
6. Грчка (8)
7. Данска (6)
8. Египат (1)
9. Италија (9)
10. Југославија (1)
11. Летонија (3)
12. Лихтенштајн (3)
13. Мађарска (8)
14. Мексико (5)
15. Монако (6)
16. Немачка (9)
17. Норвешка (4)
18. Перу (1)
19. Пољска (6)
20. Португалија (6)
21. Румунија (4)
22. САД (6)
23. Филипини (2)
24. Финска (8)
25. Француска (8)
26. Холандија (4)
27. Чехословачка (7)
28. Чиле (3)
29. Шведска (7)

## Освајачи медаља
| Дисциплине                   |                             | Резултат   |                         | Резултат |                                     | Резултат |
| Пиштољ брза паљба 25 м       | Корнелијус ван Ојен Немачка | 38         | Хајнц Хакс Немачка      | 35       | Торстен Улман · Шведска             | 34       |
| Пиштољ слободног избора 50 м | Торстен Улман · Шведска     | 559 СР, ОР | Ерих Кремпел Немачка    | 544      | Charles des Jammonières · Француска | 540      |
| Пушка 50 м лежећи            | Вили Регеберг · Норвешка    | 300 ОР     | Ралф Бержењи · Мађарска | 296      | Владислав Караш · Пољска            | 296      |

## Биланс медаља
|    | Земља      |   |   |   |   |
| -- | ---------- | - | - | - | - |
| 1. | Немачка    | 1 | 2 | 0 | 3 |
| 2. | Шведска    | 1 | 0 | 1 | 1 |
| 3. | Норвешка   | 1 | 0 | 0 | 1 |
| 4. | Мађарска   | 0 | 1 | 0 | 1 |
| 5. | Француска  | 0 | 0 | 1 | 1 |
| 6. | Пољска     | 0 | 0 | 1 | 1 |
|    | Укупно (6) | 3 | 3 | 3 | 9 |